# فرودگاه سواناو
فرودگاه سواناو (به انگلیسی: Suavanao Airport) یک فرودگاه با کد یاتا VAO است . این فرودگاه در کشور جزایر سلیمان قرار دارد .